# Eucithara duplaris
Eucithara duplaris is een slakkensoort uit de familie van de Mangeliidae. De wetenschappelijke naam van de soort is voor het eerst geldig gepubliceerd in 1923 door Melvill.